# حزب جنگل
حزب جنگل گیلان (اجتماعیون) در سال ۱۳۲۴ توسط میرصالح مظفرزاده به همراه میراحمد مدنی، اسماعیل‌خان جنگلی (خواهرزاده میرزا کوچک‌خان) و حسن مهری در ایران پایه‌گذاری شد. این حزب چپ گرا بعد از تأسیس به عضویت در جبهه موتلف احزاب آزادی‌خواه درآمد و تدریجاً فعالیت آن پایان یافت.